# 久保町 (横浜市)
久保町（くぼちょう）は、神奈川県横浜市西区の町名。「丁目」のない単独行政地名。住居表示実施済み区域。

## 地理
西区の南西部に位置し、北東に浜松町、東に藤棚町、南東に境之谷、南に東久保町と元久保町、西と北西に保土ケ谷区西久保町と接している。

### 地価
住宅地の地価は、2024年（令和6年）7月1日の神奈川県地価調査によれば、久保町46-23の地点で28万円/m²となっている。

## 歴史

### 沿革
かつて横浜市に編入前のこの場所は、橘樹郡保土ケ谷町大字岩間の一部であった。
- 1901年（明治34年）4月1日 - 横浜市に編入。横浜市久保町となる[7]。
- 1911年（明治44年）4月1日 - 橘樹郡保土ケ谷町大字岩間の一部を横浜市に編入[8]。
- 1927年（昭和2年）10月1日 - 横浜市の区制施行に伴い、中区を新設。横浜市中区久保町となる[9]。
- 1928年（昭和3年）9月1日 - 久保町の一部を藤棚町、浜松町、神奈川区西平沼町へ編入[9]。
- 1935年（昭和10年）7月1日 - 久保町の一部を西久保町、東久保町、元久保町へ編入[10]。
- 1944年（昭和19年）4月1日 - 西区の新設により、中区から分区。横浜市西区久保町となる[11]。
- 1966年（昭和41年）5月1日 - 藤棚町の一部を久保町に編入[12]。
- 1977年（昭和52年）8月1日 - 住居表示を実施。久保町の一部を保土ケ谷区西久保町へ編入[13]。

## 世帯数と人口
2025年（令和7年）6月30日現在（横浜市発表）の世帯数と人口は以下の通りである。
| 町丁   | 世帯数    | 人口    |
| ------ | --------- | ------- |
| 久保町 | 2,815世帯 | 4,455人 |

### 人口の変遷
国勢調査による人口の推移。
| 年                 | 人口  |
| ------------------ | ----- |
| 1995年（平成7年）  | 4,500 |
| 2000年（平成12年） | 4,255 |
| 2005年（平成17年） | 4,087 |
| 2010年（平成22年） | 4,053 |
| 2015年（平成27年） | 4,035 |
| 2020年（令和2年）  | 4,415 |

### 世帯数の変遷
国勢調査による世帯数の推移。
| 年                 | 世帯数 |
| ------------------ | ------ |
| 1995年（平成7年）  | 1,930  |
| 2000年（平成12年） | 1,877  |
| 2005年（平成17年） | 1,975  |
| 2010年（平成22年） | 2,088  |
| 2015年（平成27年） | 2,203  |
| 2020年（令和2年）  | 2,557  |

## 学区
市立小・中学校に通う場合、学区は以下の通りとなる（2024年11月時点）。
| 番・番地等 | 小学校               | 中学校               |
| ---------- | -------------------- | -------------------- |
| 全域       | 横浜市立稲荷台小学校 | 横浜市立岩井原中学校 |

## 事業所
2021年（令和3年）現在の経済センサス調査による事業所数と従業員数は以下の通りである。
| 町丁   | 事業所数  | 従業員数 |
| ------ | --------- | -------- |
| 久保町 | 199事業所 | 1,052人  |

### 事業者数の変遷
経済センサスによる事業所数の推移。
| 年                 | 事業者数 |
| ------------------ | -------- |
| 2016年（平成28年） | 229      |
| 2021年（令和3年）  | 199      |

### 従業員数の変遷
経済センサスによる従業員数の推移。
| 年                 | 従業員数 |
| ------------------ | -------- |
| 2016年（平成28年） | 1,112    |
| 2021年（令和3年）  | 1,052    |

## 交通
- 国道1号

## 施設
- 横浜久保町郵便局[23]
- 円満寺

## その他

### 日本郵便
- 郵便番号 : 220-0061[3]（集配局：神奈川郵便局[24]）

### 警察
町内の警察の管轄区域は以下の通りである。
| 番・番地等 | 警察署     | 交番・駐在所 |
| ---------- | ---------- | ------------ |
| 全域       | 戸部警察署 | 藤棚町交番   |